# قطعنامه ۱۴۲۳ شورای امنیت
قطعنامه ۱۴۲۳ شورای امنیت سازمان ملل متحد که در تاریخ ۱۲ ژوئیه ۲۰۰۲ تصویب شد، سندی بین‌المللی دربارهٔ بررسی وضعیت در بوسنی و هرزگوین است. این قطعنامه طی نشست ۴۵۷۳ام با ۱۵ رای موافق، ۰ مخالف و ۰ ممتنع تصویب شد.